# Orana (cómic)
Orana es un personaje ficticio propiedad de DC Cómics. Es una amazona pelirroja que desafió y derrotó a la Princesa Diana consiguiendo el título de Mujer Maravilla en el número 250 de la revista, en diciembre de 1978. Orana adoptó el título autoimpuesto de "Mujer de Maravilla Nueva" y partió de la Isla de Isla de Paraíso hacia la ciudad de Nueva York. Fue asesinada al poco de iniciar su reinado y le permitió a Diana reclamar el papel de Mujer Maravilla. La apariencia, los gestos y la historia de Orana sirvieron de inspiración para una futura Mujer Maravilla pelirroja, Artemis.

## Biografía de personaje ficticio

### Personaje prototipo original
En el Núm. 98 de la revista Wonder Woman (mayo de 1958), en el que se realiza un recuento del origen de la Mujer Maravilla, una amazona pelirroja llamada Orana le pregunta a la Reina Hipólita si la será justa durante el juicio del torneo para determinar quién se convertirá en Wonder Woman. Esta Orana, sin embargo, no muestra ninguna de las tendencias del personaje que aparece en Wonder Woman Núm. 250-254.

### Personaje principal

#### "Torneo" – Mujer Maravilla Núm. 250 (1978)
La Mujer Maravilla (Diana) recibe un mensaje urgente de su madre, la Reina Hipólita,  pidiéndole que regresa a casa, a la Isla de Paraíso. Una vez que llega Diana, se enfrenta a una guerrera amazona pelirroja llamada Orana que lanza un desafío al título de la princesa como Mujer Maravilla. Diana protesta por el desafío, pero la Reina Hipólita le informa a su hija de que Orana tiene todo el derecho a convocar un nuevo torneo según las leyes establecidas por los Dioses del Olimpo. El torneo es un evento de cuatro días y su formato se basa en los cuatro elementos naturales: tierra, agua, aire y fuego. Además de Diana y Orana, todos las guerreras amazonas físicamente aptas se inscriben para competir por el título de Mujer Maravilla.
A medida que el torneo avanza durante cuatro días, Diana y Orana usan sus habilidades superiores para abrumar fácilmente a sus compañeras amazonas competidoras. Aunque Diana y Orana rivalizan físicamente entre sí, son sus personalidades individuales las que separan a las dos hermanas amazonas. Orana es una luchadora brutal que elige ganar por cualquier medio necesario. Por el contrario, Diana muestra compasión durante el torneo al rescatar a otras amazonas que resultan heridas durante las pruebas.
En el cuarto y último día del torneo, solo Diana y Orana permanecen en la competición. Las rivales se enfrentan en la final, una carrera de meteoritos en el espacio. La amazona pelirroja comienza a alejarse de Diana, pero los esfuerzos de Orana para ganar la carrera tienen consecuencias imprevistas. A medida que Orana corre a través de los meteoros, golpea involuntariamente las grandes rocas espaciales que atraviesan la atmósfera de la Tierra, causando daños a la superficie de abajo. Diana se da cuenta del peligro y abandona la prueba para centrarse en salvar la Tierra. La princesa amazona golpea magistralmente otros meteoros para desviar a los que se dirigían hacia la Tierra. Sus esfuerzos tienen éxito, pero al hacerlo, Diana permite que Orana gane la carrera.
La reina Hipólita elogia a Diana por su comportamiento heroico y la proclama vencedora del torneo. Como resultado, la princesa conservará su papel de Mujer Maravilla. Sin embargo, al regresar a Isla Paraíso, los dioses del monte Olimpo denuncian la decisión de la reina Hipólita y exigen que la cambie. Los dioses argumentan que ya que Orana ganó el enfrentamiento final, es ella quien ha de convertirse en la Mujer Maravilla. La reina Hipólita rechaza la decisión, pero Diana frena la protesta de su madre y acepta ceder el título de Mujer Maravilla a Orana, para evitar someter a su madre a la ira de los Dioses. Diana presenta a Orana con el uniforme de Wonder Woman, el lazo mágico, la tiara y el avión invisible. La princesa amazona insta a su sucesora a usar estas herramientas sabiamente y nunca fallar en su papel de Mujer Maravilla. Orana le asegura a Diana que hará que la nación amazónica se sienta orgullosa. Un grupo de amazonas se lleva a la victoriosa Orana mientras Diana y la Reina Hipólita se consolan mutuamente. Más tarde, Diana, derrotada, observa desde un lado cómo la joven advenediza se marcha para comenzar su misión como Mujer Maravilla. En silencio, jura seguir a Orana al mundo exterior, incluso si eso significa enojar a los dioses mismos.

#### "El nombre es Mujer Maravilla " Mujer Maravilla Núm. 251 (1979)
Orana, que ahora se hace llamar la "Nueva Mujer Maravilla", parte hacia la ciudad de Nueva York con el sueño de convertirse en una heroína aún mayor que Diana. Desafortunadamente, el temperamento y la inexperiencia de Orana en los caminos del mundo exterior hacen descarrilar sus aspiraciones de gloria. Poco después de su llegada a la Gran Manzana, a Orana se le niega una habitación de hotel después de que el personal no la reconozca como la Mujer Maravilla. Insultada y frustrada por haber sido llamada impostora, Orana destroza la recepción. Le grita al personal del hotel que es la "Nueva Mujer Maravilla" y que todo el mundo debería aceptar ese hecho rápidamente. Más tarde Orana intenta capturar a un terrorista llamado Warhead. Durante su persecución, Orana se enfrenta a agentes de policía que también persiguen a Warhead y los malinterpreta como una amenaza. En la confusión Warhead logra escapar dejando a Orana golpeada y humillada.
De vuelta en Paradise Island, Diana logra robar un cohete amazónico y regresa a la ciudad de Nueva York. Sin embargo, la llegada de Diana no ha pasado desapercibida. Una Orana furiosa la encuentra y entra en el apartamento de Diana. Orana dice que solo la amazona elegida para servir como Mujer Maravilla tiene derecho a abandonar la Isla del Paraíso. Diana dice que solo quiere continuar su vida en su alter ego de Diana Prince y se mantendrá al margen de los negocios de Orana. Diana también advierte a Orana que no venga a pedirle ayuda. 
Orana se jacta con confianza de que puede manejar cualquier amenaza, incluido el terrorista conocido como Warhead. Diana reconoce instantáneamente el nombre y advierte a Orana que la razón por la que Warhead está en Nueva York podría ser que está preparándose para probar una nueva arma. Orana se burla de las preocupaciones de Diana creyendo que la Princesa está tratando de asustarla. La malhumorada Amazona se va y promete venganza contra Diana por violar la ley de los dioses y por tratar de avergonzarla.
En lo alto de la ciudad de Nueva York, la bomba de Warhead vuela desde la órbita hacia su objetivo, el desfile del "Columbus Day". Desde su apartamento, Diana explora el cielo en busca de cualquier peligro y para su sorpresa ve a Orana patrullando en el jet invisible. Dentro de la cabina, Orana admite a regañadientes que la princesa ha tenido más experiencia en el mundo exterior que ella y que debe hacer caso de la advertencia de Diana. De repente, ve el helicóptero de Warhead dirigiéndose hacia ella. La campeona amazona sale de la cabina y se coloca en el ala del Avión Invisible. Allí es atacada a tiros por los secuaces de Warhead. Orana desvía las balas de sus brazaletes amazónicos, pero el ataque no es más que una distracción. Preocupada por defenderse, Orana no se da cuenta de que la bomba de Warhead se dirige a través de las nubes hacia la ciudad de abajo.
Desde su apartamento, Diana ve la bomba que se acerca y se da cuenta de que debe actuar rápidamente para salvar a Nueva York y a sus ciudadanos. La princesa amazona entra en acción, saltando a través de los techos de los rascacielos de la ciudad de Nueva York. Mientras corre a la escena de la batalla, Diana piensa para sí misma: "Todavía soy la Mujer Maravilla". Después de varios saltos tremendos, Diana logra atrapar la bomba que cae en el aire. Diana salta sobre el ala del avión invisible y ordena a Orana que haga ascender al avión. Una Orana enfurecida ignora la orden de Diana y empieza a discutir con ella. De repente, un Warhead enfadado le quita una ametralladora a uno de sus hombres y abre fuego. Orana no logra desviar las balas a tiempo y es alcanzada por los disparos. La bella pelirroja grita en agonía y llama a Diana, que solo tiene tiempo de ver con horror cómo muere su hermana amazona. Diana, ahora consumida por la rabia, lanza la bomba al helicóptero de Warhead, destruyendo la nave y salvando la ciudad de Nueva York.
Después de la batalla, la Princesa regresa a su hogar en Isla Paraíso. A su llegada, la Reina Hipólita y las otras amazonas inclinan sus cabezas en señal de duelo mientras Diana sale del jet invisible llevando el cuerpo sin vida de Orana en sus brazos. Diana coloca a su antigua rival en una tumba donde descansa a la "Nueva Mujer Maravilla". Una vez concluida la ceremonia funeraria, Diana recibe un nuevo traje, tiara y lazo mágico, y recupera su título de Mujer Maravilla.

## Otras apariciones
Orana se menciona brevemente de nuevo en el siguiente número, mientras la Reina Hipólita contempla si los dioses castigarán a Diana por regresar al mundo exterior tras perder su título frente a Orana. También en Wonder Woman Núm. 254, (abril de 1979) los dioses del Monte Olimpo mencionan las circunstancias en las que Diana reclamó su título. Marte dice que Diana dejó Isla Paraíso ilegalmente y debe ser castigada. Atenea y Afrodita se oponen al Dios de la Guerra, argumentando que Orana había sido asesinada, por lo que Diana reclamó legítimamente su título como Mujer Maravilla.

## Poderes y habilidades
Orana está entrenada en combate cuerpo a cuerpo a un alto nivel, pero como la Princesa Diana señaló durante el torneo, Orana depende más de la fuerza bruta que de la habilidad real. Orana posee súper fuerza, una tremenda habilidad para saltar y un gran nivel de resistencia. También como sus compañeras amazonas, poseía la habilidad de deslizarse por las corrientes de aire. Mientras era la Mujer Maravilla, usó el Lazo de la Verdad. Orana está entrenada en el arte de desviar balas con sus brazaletes, pero no es tan competente ni tan disciplinada como la Princesa Diana. Orana, como todas las demás amazonas de la Isla del Paraíso, fue bendecida con eterna juventud y gran belleza. Perdió su inmunidad al envejecimiento tras dejar la isla para convertirse en la "Nueva Mujer Maravilla". Como todas las otras Amazonas de la era Pre-Crisis, Orana pierde sus poderes si sus muñecas están atadas por un hombre. Si sus brazaletes se rompieran, se pondría furiosa. A pesar de sus habilidades sobrehumanas, a Orana se la puede dañar con armas mortales. En su primera gran batalla como la "Nueva Mujer Maravilla" no se protegió de las balas que le dispararon y murió.

## En otros medios
Orana aparece en la película de 2017, Wonder Woman, interpretada por Mayling Ng. No tiene nombre en la película, pero aparece en los créditos como tal (aunque solo en los listados del elenco en la IMDb). Ayuda al resto de las Amazonas en la lucha contra los soldados alemanes en la playa de Themyscira. Ella es la primera amazona que muere al dispararla Warhead cuando ella se balancea sobre una cuerda tratando de disparar su flecha.